# Ozicrypta reticulata
Ozicrypta reticulata är en spindelart som först beskrevs av Ludwig Carl Christian Koch 1874.  Ozicrypta reticulata ingår i släktet Ozicrypta och familjen Barychelidae.
Artens utbredningsområde är Queensland. Inga underarter finns listade i Catalogue of Life.